# 姆巴拉縣

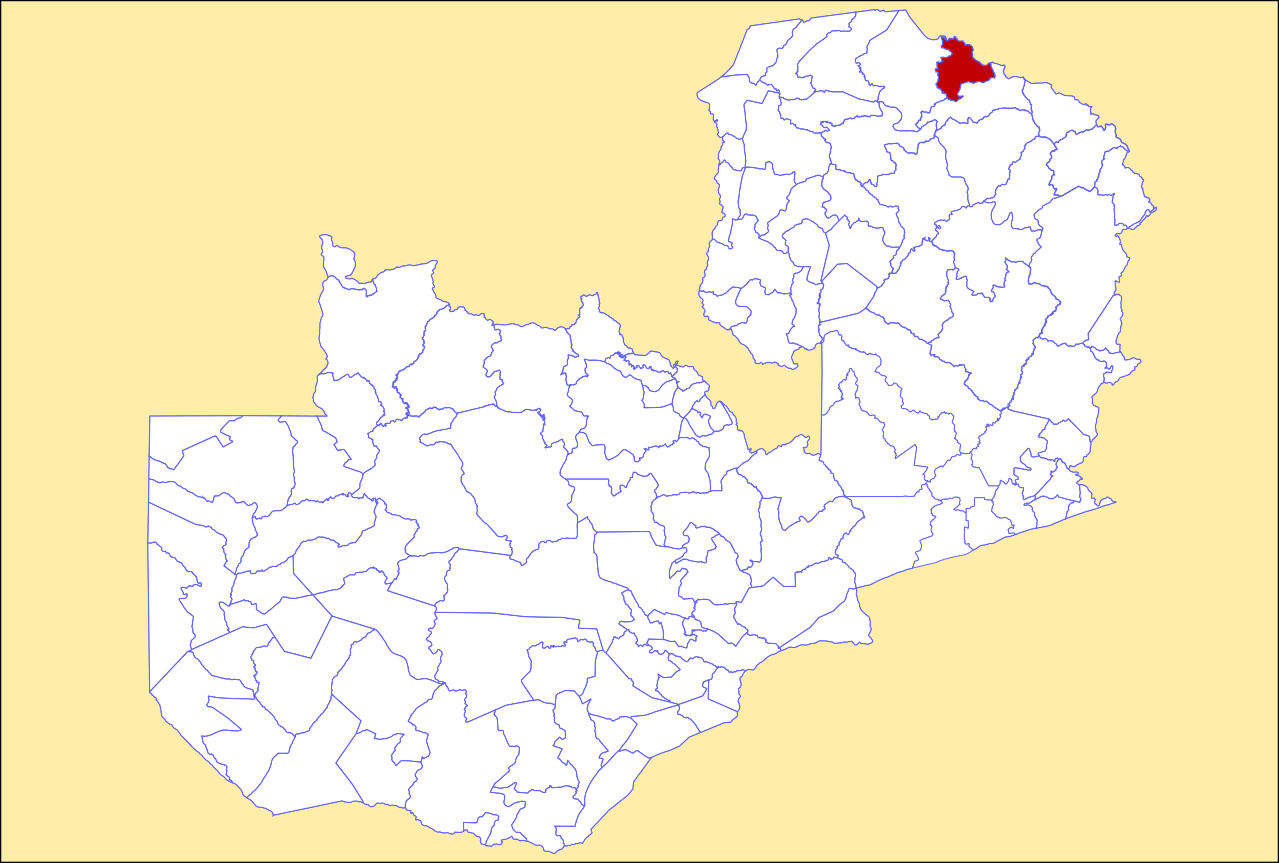

9°00′S 31°00′E / 9.000°S 31.000°E
姆巴拉縣（英語：Mbala District），是贊比亞的縣份，位於該國北部，由北方省負責管轄，首府設於姆巴拉，面積8,339平方公里，2010年人口203,129，人口密度每平方公里24.4人。